# Huntleya
Huntleya is een geslacht van orchideeën uit de onderfamilie Epidendroideae.
Het zijn kleine tot middelgrote epifytische van zeer vochtige en beschaduwde tropische montane regenwouden uit Midden- en Zuid-Amerika, en Trinidad, zonder pseudobulben maar met een grote, stervormige bloem met een opvallend getande callus.

## Naamgeving en etymologie
Huntleya is vernoemd naar de Engelse orchideeënliefhebber J.T. Huntley.

## Kenmerken
Huntleya-soorten zijn zeer kleine tot middelgrote epifytische planten met een sympodiale groei, zonder pseudobulben maar met lange, kruipende rizomen, twee rijen elkaar overlappende, waaiervormige geplaatste, lijnlancetvormige bladeren, en een okselstandige, rechtstaande bloeistengel met een eenbloemige aar.
De bloemen zijn groot, vlak, stervormig, met gelijkvormige brede kelk- en kroonbladen. De bloemlip draagt een opvallende getande of geribde callus met haarvormige uitstulpingen. Het gynostemium draagt vier afgeplatte pollinia op een kort stipum, verbonden met een vlak viscidium.

## Taxonomie
Huntleya lijkt wat de morfologie van de bloem betreft in alle opzichten op het geslacht Chaubardia, zodat ze dikwijls als één worden beschouwd. Desondanks bevestigt DNA-onderzoek uit 2005 door Whitten en anderen dat beide geslachten enkel indien apart gehouden monofyletisch zijn.
Het geslacht omvat veertien soorten. De typesoort is Huntleya meleagris.

### Soorten
- Huntleya apiculata (Rchb.f.) Rolfe (1916)
- Huntleya brevis Schltr. (1924)
- Huntleya burtii (Endres & Rchb.f.) Pfitzer in H.G.A.Engler & K.A.E.Prantl (1889)
- Huntleya caroli P.Ortiz (2004)
- Huntleya citrina Rolfe (1916)
- Huntleya fasciata Fowlie (1966)
- Huntleya grandiflora Lam. (1869)
- Huntleya gustavii (Rchb.f.) Rolfe (1916)
- Huntleya lucida (Rolfe) Rolfe (1916)
- Huntleya meleagris Lindl. (1837)
- Huntleya sessiliflora Bateman ex Lindl. (1837)
- Huntleya vargasii Dodson & D.E.Benn. (1989)
- Huntleya waldvogelii Jenny (1984)
- Huntleya wallisii (Rchb.f.) Rolfe (1916)